# تپه چالاب زرد
تپه چالاب زرد مربوط به دوران پیش از تاریخ ایران باستان است و در شهرستان چرداول، بخش هلیلان، روستای سرچغا واقع شده و این اثر در تاریخ ۱۴ مرداد ۱۳۸۲ با شمارهٔ ثبت ۹۵۲۳ به‌عنوان یکی از آثار ملی ایران به ثبت رسیده است.